# Шаста (Онежский район)
Ша́ста — посёлок в Онежском районе Архангельской области. Входит в состав муниципального образования «Нименьгское».

## География
Посёлок располагается в 3 километрах от разъезда Шастинский железнодорожной линии «Обозерская — Беломорск». В самом посёлке находится платформа 205 км. Получил название от реки Шаста — притока Ухты (бассейн Нименьги).

## Население
| 2002 | 2010 | 2012 |
| ---- | ---- | ---- |
| 366  | ↘329 | ↗382 |

Населения посёлка, по данным Всероссийской переписи населения 2010 года, составляет 329 человек.

## Инфраструктура
В посёлке имеется 13 двухэтажных домов, средняя школа, фельдшерский пункт.